# Waldburg-Zeil

Stemma di Waldburg

Waldburg-Zeil fu una Contea situata nel Sud-Est del Baden-Württemberg, in Germania, attorno a Zeil. Waldburg-Zeil derivò da una partizione del Waldburg-Wolfegg-Zeil. Originariamente retta da una Signoria, Waldburg-Zeil venne elevata a Contea nel 1628, e a Principato nel 1803 per poi essere annessa al Württemberg nel 1806.
Nel 1674, Waldburg-Zeil venne divisa in sé stessa e Waldburg-Wurzach. Il Conte Francesco Antonio ereditò Waldburg-Trauchburg nel 1772 (i distretti di Friedburg e Scheer, che vennero poi venduti ai Thurn und Taxis nel 1785), e la signoria di Froben e di Enrico di Waldburg-Wolfegg divisa in Waldburg-Waldburg alla morte di Gebeardo di Waldburg.

## Regnanti di Waldburg-Zeil (1589-1806)

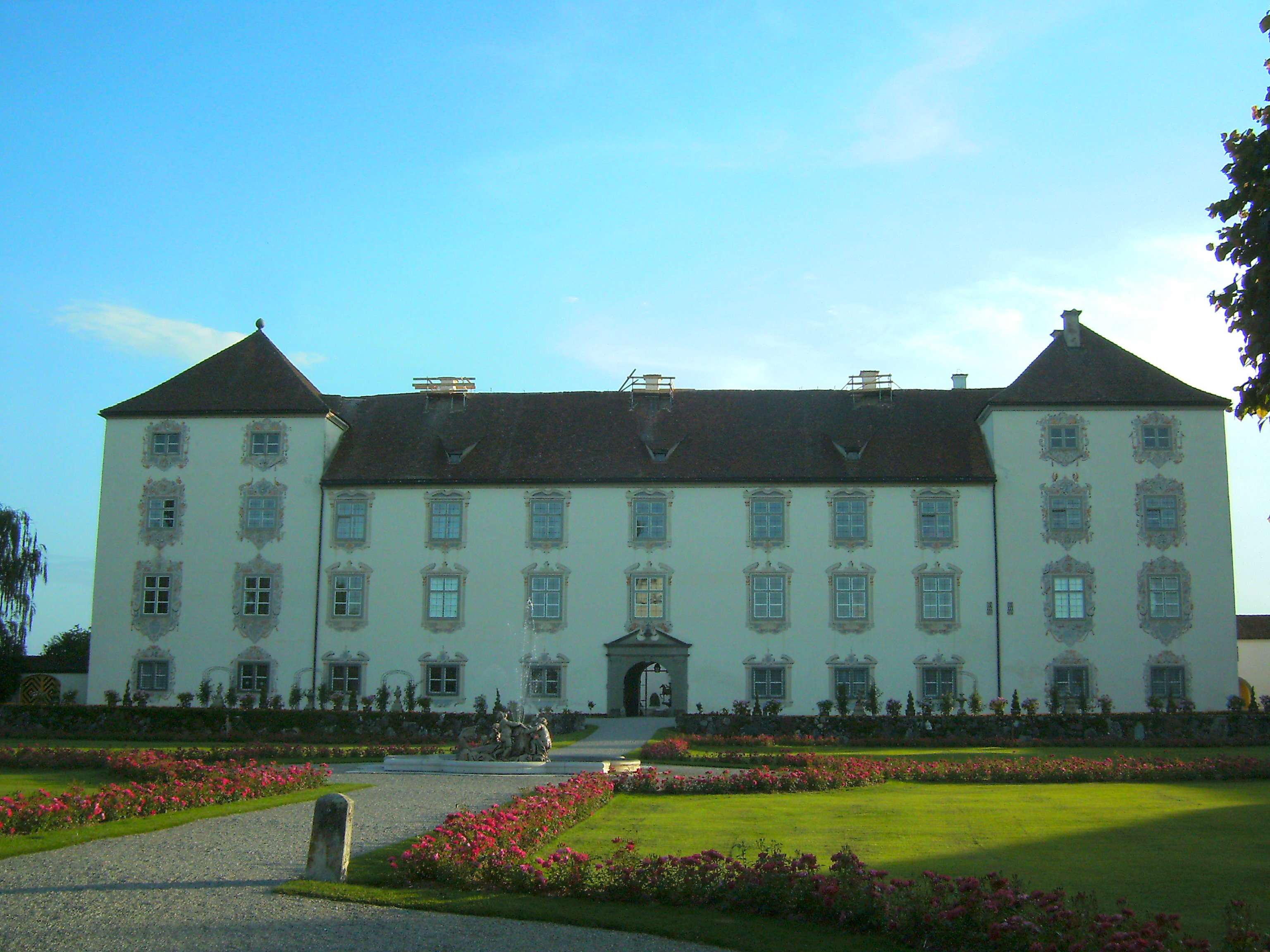
Il castello di Zeil a Leutkirch im Allgäu

### Signori di Waldburg-Zeil (1589–1628)
- Froben (1589–1614)
- Johann Jackob I (1614–1628)

### Conti di Waldburg-Zeil (1628–1803)
- Johann Jackob I (1628–1674)
- Paris Jackob (1674–1684)
- Johann Christoph (1684–1717)
- Johann Jackob II (1717–1750)
- Franz Anton (1750–1790)
- Massimiliano (1790–1803)

### Principi di Waldburg-Zeil (1803–1806)
- Massimiliano (1803–1806)

## Principi di Waldburg-Zeil (dopo la mediatizzazione)
- 1806-1818: Massimiliano (1750–1818)
- 1818-1845: Franz Thaddäus (1778-1845)
- 1845-1862: Constantin von Waldburg-Zeil (1807-1862)
- 1862-1906: Wilhelm von Waldburg-Zeil (1835-1906), anche principe di Waldburg-Wurzach dal 1903
- 1906-1918: Georg von Waldburg-Zeil (1867-1918)
- 1918-1953: Erich von Waldburg-Zeil (1899-1953)
- 1953-2015: Georg von Waldburg zu Zeil und Trauchburg (1928–2015)
- 2015-oggi: Erich von Waldburg-Zeil (n. 1962)

erede apparente: Clemens von Waldburg-Zeil (n. 1960), cugino di Erich